# Garntjärnen (väster om Tansen)
Garntjärnen är en sjö i Gagnefs kommun i Dalarna och ingår i Dalälvens huvudavrinningsområde.